# Дарвин, Роберт Уоринг
Ро́берт Уо́ринг Да́рвин (англ. Robert Waring Darwin; 30 мая 1766, Личфилд, Стаффордшир — 13 ноября 1848, Шрусбери, Шропшир) — английский врач и финансист, член Лондонского королевского общества, член влиятельного семейства Дарвинов-Уэджвудов (англ. Darwin–Wedgwood family), отец Чарльза Дарвина.

## Биография
Роберт Дарвин родился 30 мая 1766 года в Личфилде в семье натуралиста, врача и поэта Эразма Дарвина и Мэри Говард. Спустя четыре года Мэри Говард скончалась, и воспитанием мальчика занялась Мэри Паркер, служанка семьи, которая вскоре стала любовницей Эразма Дарвина и принесла Роберту двоих единокровных сестёр.
В 1783 году Роберт поступил в Эдинбургский университет, где начал учиться на врача и жил в одном доме с профессором химии Джозефом Блэком. Параллельно в течение нескольких месяцев обучался в Лейденском университете, где и получил степень доктора медицины (англ. Doctor of Medicine) 26 февраля 1785 года. Его докторская диссертация имела грандиозный успех, однако, скорее всего, в её написании активное участие принял отец студента, Эразм. 21 февраля 1788 года был принят в Лондонское королевское общество.
В 1787 году отец отправил Роберта, дав ему всего 20 фунтов, заниматься врачебной практикой в Шрусбери, и в этом городе Роберт провёл всю свою жизнь, женился, обзавёлся шестью детьми и скончался.
Став успешным практикующим врачом, Роберт Дарвин решил попробовать себя как финансиста: он купил несколько домов в Шрусбери и получал доход, сдавая их; стал основным держателем акций канала Трент-Мерси; вложился в модернизацию древней дороги Уотлинг-стрит. Отец Роберта договорился с художником Джозайей Уэджвудом, чтобы тот отдал за Роберта свою любимую дочь, Сюзанну. Свадьба состоялась 18 апреля 1796 года; за год до неё отец невесты скончался, оставив ей в наследство 25 000 фунтов. На эти деньги молодая семья выстроила дом над рекой Северн, в котором родились все их дети, включая Чарльза Дарвина; этот дом получил собственное имя — Маунт (англ. The Mount, Shrewsbury).
Роберт Дарвин скончался 13 ноября 1848 года в Маунте на 83-м году жизни.

## Факты
- Роберт Дарвин одним из первых подробно описал явление послеобраза[5].
- Роберт Дарвин в молодости был весьма худ, но позднее сильно располнел: при росте 188 сантиметров он весил до 153 килограммов, а после просто перестал взвешиваться. Перед тем как войти в незнакомый дом, он посылал вперёд слугу проверить на прочность половицы[6].
- Роберт Дарвин не хотел отпускать своего сына в знаменитое кругосветное плавание, его удалось уговорить дать согласие с большим трудом.